# Mohsen Pezeshkpour
Mohsen « Pendar » Pezeshkpour (persan : محسن پزشک‌پور), né c. 1927 et mort en 2011, est un politicien iranien pan-iraniste qui a été membre du parlement de 1967 à 1971 et de 1975 à 1979.

## Biographie
Pezeshkpour est le cofondateur et dirigeant du Parti pan-iraniste.
Mohsen « Pendar » Pezeshkpour est inhumé au cimetière Behesht-e-Sakineh à Karadj.